# La Balme-de-Thuy
 La Balme-de-Thuy  es una población y comuna francesa, en la región de Auvernia-Ródano-Alpes, departamento de Alta Saboya, en el distrito de Annecy y cantón de Thônes.

## Demografía
| 181 | 183 | 190 | 265 | 304 | 327 |
| Para los censos de 1962 a 1999 la población legal corresponde a la población sin duplicidades (Fuente: INSEE [Consultar]) |     |     |     |     |     |